# Jan Reimer
Jan Reimer (* 11. März 1953) ist ein deutscher Fusion- und Fingerstyle-Gitarrist und Komponist, der seit Mitte der 1990er Jahre als Astrologe tätig ist.

## Leben
Reimer begann mit 15 Jahren, leidenschaftlich Gitarre zu spielen. Er erhielt für mehrere Jahre Unterricht bei Rick Abao. Nach dem Abitur spielte er während der Studienzeit an der Pädagogischen Hochschule Köln abends beim Polit-Kabarett Die Machtwächter Gitarre. Nach dem Staatsexamen bildete er mit Norbert Stein und Mike Herting die Fusiongruppe Head Band, die mit wechselnder Rhythmusgruppe zwischen 1979 und 1982 tätig war, in den USA auf Tournee ging und drei Alben vorlegte. Seit 1978 begleitete er zudem den Liedermacher Franz Josef Degenhardt im Studio und auf Tourneen.
1983 startete er eine Solokarriere und legte mehrere Alben als Solist vor. Kompositionen von ihm (z. B. „Escape from a Fairytale“) wurden auch von anderen Gitarristen wie Alex de Grassi und Ulli Bögershausen interpretiert. Er ist auch auf Alben von Steve Tibbetts und Noise Forest zu hören. Eine Armoperation bedeutete das Ende seiner Musikerkarriere. Seit 1994 ist er als Astrologe aktiv, seit 2006 auch für den Kölner Stadt-Anzeiger.

## Diskographische Hinweise
- Escape from a Fairytale (Pläne 1983)
- The Point of no Return (Pläne 1985)
- Painting Future (Pläne 1987, mit Danny Thompson)
- Talking Pictures (Mood 1990)
- The Groove Project (Westpark 1996, mit Simone Reifegerste, Norbert Stein, Lydie Auvray, Neil Conti)
- Guitar Highlights (Westpark 2007, Kompilation)